# Branimir Hrgota
Branimir Hrgota (Zenica, 12 de janeiro de 1993) é um futebolista sueco que atua como atacante. Atualmente joga no Greuther Fürth.
Está na seleção sueca desde 2014.

## Títulos
Eintracht Frankfurt
- Copa da Alemanha: 2017–18

Suécia
- Campeonato Europeu Sub-21: 2015